# Économie de l'Arabie saoudite
L'économie de l'Arabie saoudite repose principalement sur son industrie pétrolière, qui a bouleversé l'histoire économique du pays. Ainsi, depuis 1938, Dhahran (ville située à l'est de l'Arabie Saoudite le long du golfe Persique) est devenue la capitale du pétrole arabe.
À l'opposé, l'agriculture de l'Arabie saoudite n'a cessé de décroître depuis les années 1960 avant de bénéficier des aides gouvernementales.
En décembre 2005, au sommet de Hong Kong, le pays est devenu le 149e membre de l'Organisation mondiale du commerce.

## Historique
La découverte de pétrole en mars 1938 transforme le pays sur le plan économique.
L'Arabie saoudite est membre de l'OPEP. Entre 1977 et 1981, le revenu national provenant directement des revenus du pétrole dépasse à lui seul les 300 millions de dollars par jour, nourrissant de milliards de dollars la politique d'investissement des dirigeants du pays. Ces investissements se concrétisent en des plans quinquennaux, par l'intermédiaire de l'attribution de budgets d'État, culminant lors du second plan couvrant la période 1975-1980, où 195 milliards de dollars sont attribués et permettent la construction de 28 barrages, 4 ports, 175 000 nouvelles maisons, 24 000 km de routes et l'aéroport de Jeddah qui fut le plus grand du monde jusqu'à l'ouverture de l'aéroport de Riyad.
En 2013, les revenus des exportations pétrolières (pétrole brut et dérivés) du pays s'élevaient à 312,7 milliards de dollars selon l'OMC, tandis que le montant des exportations du secteur manufacturier se chiffraient a 56,4 milliards de dollars. Au fil des années la part des exportations de pétrole brut dans le PIB a baissé, passant de 34 % du PIB en 2000 à 21 % en 2012.
L'industrie pétrochimique est le 2e secteur économique du pays dans les exportations, faisant de l’Arabie saoudite le 11e fournisseur de produit pétrochimique du monde.
L'exploitation et l'exportation du pétrole ont fortement développé l'activité économique de la côte nord-est du pays, autour de Dammam, Khobar et Dhahran avec le port de Jubail, ainsi que la côte sur la Mer rouge (Djeddah, Yanbu).
Fort de la manne pétrolière, les dépenses publiques n'ont cessé d'augmenter dans les années 2000 notamment pour assurer « la cohésion sociale ».
La forte baisse des cours du pétrole en 2015, dans un contexte où les ventes de pétrole représentent encore 80 % des recettes, ne reste pas sans effets sur l'économie du pays. Ainsi, l'Arabie saoudite est contrainte de réaliser sa première émission de dette depuis 2007. Du côté des économies, le gouvernement envisage de réduire les subventions à l'énergie qui équivalent à 8 % du PIB, mesure peu populaire. Elle annonce ainsi un déficit à hauteur de plus de 20 % de son PIB. Si ce déséquilibre se poursuivait, les importantes réserves financières du pays pourraient être épuisées d'ici 2020.
Le taux de croissance économique de l'Arabie saoudite s'établit à 0,2 % en 2019, et le taux de chômage à 12,5 %. Le déficit budgétaire atteint 50 milliards de dollars en 2020, soit 6,4 % du PIB, en dépit d'une baisse des dépenses
En 2022, les investissements étrangers en Arabie saoudite sont désespérément faibles et certaines entreprises réduisent leurs activités ou retardant les projets de croissance qu'ils avaient promis. En 2020, les investissements directs étrangers en Arabie saoudite s'élevaient à 5,4 milliards de dollars, soit moins de la moitié de ce qu'il y a une décennie et bien en dessous du pays prévu 19 milliards de dollars. En 2021, ils étaient en voie de 6 milliards de dollars. En outre, ce chiffre ne tient pas compte de la vente aux investisseurs étrangers d'une participation de 12,4 milliards de dollars dans une société de pipeline de pétrole saoudien,.
En 2023, la Chine est le principal partenaire commercial de l'Arabie saoudite avec des échanges d'un montant de 100 milliards de dollars. Cette croissance des relations économiques avec la Chine est un souhait du prince Mohammed ben Salmane qui veut diversifier les partenaires économiques dans le cadre de sa Vision 2030

## Secteurs non pétroliers
(novembre 2015).
Si vous disposez d'ouvrages ou d'articles de référence ou si vous connaissez des sites web de qualité traitant du thème abordé ici, merci de compléter l'article en donnant les références utiles à sa vérifiabilité et en les liant à la section « Notes et références ».
Dans les années 1950, l'industrie manufacturière s'est développée par la conjonction de quatre facteurs : l'expansion et la diversification des activités pétrolières et de la main-d'œuvre industrielle, la croissance rapide de la population et de la demande intérieure, la disponibilité croissante du capital tant privé que gouvernemental, l'implantation de plus en plus fréquente de compagnies étrangères sous la forme de coentreprises avec des partenaires saoudiens - parfois avec le gouvernement.
Les décennies qui suivirent virent une augmentation du nombre, de la taille et de la diversité des unités de production : alimentaire industriel, papiers et matières plastiques, confection ou encore mobilier de bureau. Après 1970, vinrent s'ajouter des produits comme les peintures, les systèmes à air climatisé, les bâtiments préfabriqués en aluminium, les barres de fer et d'autres produits utilisant le pétrole ou le gaz en tant qu'énergie de base. Parmi ces derniers, les engrais, les produits de la pétrochimie et de la chimie minérale et les produits dérivés du soufre. Néanmoins, le pays manque toujours d'industries de pointes dans des domaines variés comme l'électronique, l'informatique ou l'optique.
Souffrant d'une insuffisance structurelle de main-d'œuvre locale qualifiée et d'expérience en matière technologique, l'Arabie saoudite s'est longtemps adressée à des contractants étrangers pour l'exécution de projets industriels le plus souvent livrés clefs en main. Pour nombre de ces projets, le contrat s'étendait au-delà de la livraison et comprenait la maintenance et même souvent l'exploitation par le constructeur. Cependant, les programmes d'éducation et de formation professionnelle à l'initiative des contractants étrangers et du gouvernement saoudien ont accru le nombre de techniciens qualifiés autochtones, le gouvernement ayant d'autre part mis en place en 1982 une politique de « saoudisation » des entreprises destinée à y augmenter le pourcentage de Saoudiens. Cette politique se manifeste par la nomination d'un président et d'un directeur général saoudien à l'Aramco.
Investissant les pétrodollars de la rente de l'or noir qui semblait ne jamais s'arrêter de croître, les Saoudiens construisirent dans les années 1970 deux cités industrielles et portuaires, al-Jubayl sur la côte du Golfe et Yanbu, au bord de la mer Rouge. Construites aux extrémités de la route du pétrole, ces nouvelles oasis développèrent en priorité les industries à forte consommation énergétique ou fabriquant des produits dérivés des hydrocarbures : outre les raffineries, la pétrochimie et la chimie lourde, les engrais, les plastiques bruts ou sous forme de produits manufacturés, l'acier et les produits en métal dominent l'activité. La construction entièrement intégrée de ces cités incluait, à proximité des sites industriels, la présence de services et de secteurs résidentiels à l'architecture ultramoderne.
À l'aube des années 1990, l'industrie représentait 9 % du PNB. Des mesures incitatives de la part du gouvernement attirèrent à la fois le capital local et les investisseurs étrangers. Une agence gouvernementale, la SABIC (Saudi Arabian Basic Industries Corporation) fut ouverte en 1976 afin de développer l'industrie lourde dans les domaines de la pétrochimie et de l'acier, investissant 37 milliards de dollars (bilan en 1993), 23 000 usines ayant été créées.
L'agriculture en Arabie saoudite  qui dans les années 1990 avait réussi à obtenir l'autonomie alimentaire du royaume verra sa production de blé disparaître pour limiter la surconsommation des faibles ressources hydrauliques du pays.
Le prince héritier Mohammed Ben Salmane, conseillé par des cabinets américains, entend remplacer une partie de la rente pétrolière par une rente financière. Il s’agirait de vendre 5 % du capital de Saudi Arabian Oil Company (Aramco), la plus grande compagnie pétrolière du monde, pour 2 000 milliards de dollars, et d'investir cet argent dans des activités à l'étranger. Son projet s'inscrit dans une perspective libérale (compétitivité, ouverture économique et privatisation).

## Incitations à l'investissement étranger
(novembre 2015).
Si vous disposez d'ouvrages ou d'articles de référence ou si vous connaissez des sites web de qualité traitant du thème abordé ici, merci de compléter l'article en donnant les références utiles à sa vérifiabilité et en les liant à la section « Notes et références ».
Un nouveau code d'investissement adopté en 2000 a créé la SAGIA (Saudi General Investment Authority), qui est dotée d'une compétence d'attribution très générale pour tout ce qui touche à l'investissement dans le royaume, y compris l'investissement étranger (à l’exception du secteur des hydrocarbures). La nouvelle institution instruit les demandes et délivre les licences d’investissement. La SAGIA a ouvert des « comprehensive service centers » - sortes de bureaux interministériels d'information et de liaison - chargés de faciliter les démarches administratives des investisseurs, notamment étrangers. Depuis sa création en avril 2000 et jusqu’à mi-juin 2004, la SAGIA a délivré plus de 2 400 licences d’investissements étrangers (3 378 licences délivrées au total si l’on tient compte de la période précédant la création de la SAGIA et donc l’intervention du ministère des finances) pour un montant global de plus de 18 milliards de dollars, mais les investissements tardent à se concrétiser.
Tout projet d’investissement est donc sujet à l’octroi d’une licence délivrée par la SAGIA. Le montant minimum d’investissement étranger est fixé à un niveau élevé dans le cadre du nouveau code : 6,7 millions de dollars dans le secteur agricole, 1,3 million de dollars dans le secteur industriel et 0,5 million de dollars dans les autres secteurs. Compte tenu du monopole de négoce réservé aux seuls citoyens saoudiens - qui interdit à tout ressortissant étranger d’être titulaire d’actions, par nature négociables, notamment dans le cadre d’une société anonyme - les sociétés étrangères ne peuvent, en pratique, que constituer des filiales de droit saoudien sous forme de Sàrl.
Malgré l’adoption d’un nouveau code plus attractif, on relève encore certaines restrictions en termes de participations étrangères : une liste « négative » exclut encore certains secteurs de l’investissement étranger. Adoptée le 11 février 2001 et révisée le 2 février 2003, cette liste comprend, outre l'amont pétrolier (exploration, forage et production) dont on savait qu'il resterait fermé au capital étranger du fait de son exclusion du processus d'ouverture du secteur des hydrocarbures saoudien (« Gas Initiative »), et les activités diverses (investissements immobiliers et services aux pèlerins) pouvant être menées dans le périmètre des deux villes saintes de La Mecque et Médine (exclues pour des raisons religieuses) :
- la santé (infirmerie, sages-femmes, quarantaines, physiothérapie, centres anti-poison, banques de sang, pharmacies). Il y a obligation de s’associer à un ressortissant saoudien du secteur médical disposant d’une licence d’exercice ;
- les transports (terrestres et aériens notamment) ;
- les télécommunications (à l’exception depuis février 2003 des services de télex, de télégraphe, d’échange de données électroniques, de télécopie, de V-Sat, de satellite mobile, de courrier électronique et de traitement de données). La participation étrangère limitée à 49 % et absence à court terme d’ouverture aux investissements étrangers des services de télécommunications fixe et mobile) ;
- la pêche ;
- la distribution (gros comme détail). Ce secteur n'est ouvert que sous forme de franchises aux sociétés étrangères, à condition que leur participation soit inférieure à 49 % du capital de l’entreprise ;
- les services aux armées (confection d'uniformes, restauration collective, production d'équipements) ;
- l'impression et la publication d'ouvrages (en partie) ;
- des activités diverses comme la production d'explosifs, le courtage dans le secteur immobilier, les services de recrutement et de placement, les services audiovisuels ou encore les services de transmission par satellite.

La décision d’ouvrir le secteur de l’assurance aux investissements étrangers, une fois la loi-cadre publiée, a été prise en février 2003. Cette loi a été publiée au Journal officiel saoudien le 22 août et applicable depuis le 20 novembre 2003. Des restrictions continuent à être appliquées dans le secteur des services professionnels (participation étrangère limitée à 75 % du capital), de la banque (participation étrangère limitée à 40 % du capital), de la distribution.
L'Arabie saoudite s’intègre dans un ensemble régional – dans les secteurs ouverts, les investisseurs étrangers sont désormais traités de la même façon que les investisseurs nationaux pour l’accès aux aides et incitations publiques : prêts à taux nul du Saudi Industrial Development Fund, exemption totale de droits de douane sur certains produits à l’importation et des taxes à l’exportation, exemption au moment du démarrage de l’activité de droit de douane sur les machines et matières premières non disponibles localement, mise à disposition de terrains à des tarifs préférentiels et mise en place de mesures de protection tarifaires pour les nouvelles productions. Des discriminations subsistent, notamment en matière fiscale.

## Principales entreprises
| Rang | Entreprise / compagnie                     | Capitalisation boursière (milliards de $) en septembre 2015 | Secteur |
| ---- | ------------------------------------------ | ----------------------------------------------------------- | ------- |
| 1    | Saudi Basic Industries Corporation (SABIC) | 74.0                                                        | chimie  |
| 2    | Al Rajhi Banking and Investment Co         | 27.7                                                        | banque  |
| 3    | Saudi Telecom Co                           | 18.1                                                        | télécom |
| 4    | Saudi Electricity Co                       | 14.8                                                        | énergie |
| 5    | Saudi Arabian Fertilizers Co               | 12.1                                                        | chimie  |
| 6    | Samba Financial Group                      | 10.5                                                        | banque  |
| 7    | Etihad Etisalat Co                         | 9.9                                                         | télécom |
| 8    | Riyad Bank                                 | 9.4                                                         | banque  |
| 9    | Saudi British Bank                         | 7.9                                                         | banque  |
| 10   | Banque Saudi Fransi                        | 7.5                                                         | banque  |

Source : Gulf Business, novembre 2011, page 63.

## Main d’œuvre
Au premier trimestre 2013, la population active est estimée selon les autorités saoudiennes à 11,286 millions de personnes (9,591 millions d'hommes, 1,695 millions de femmes). 80 % de celle-ci est composé d'étrangers.
La population étant composée début 2013 de 7,5 à 8 millions de travailleurs étrangers selon des chiffres officiels. Le nombre des clandestins est estimé à deux millions sur 29 millions d'habitants. On suppute qu'ils constituent peut-être jusqu’à 40 % de la population du pays.
L'État a pris la décision de limiter la proportion de travailleurs immigrés à 20 % de la population, la mise en application de cette décision a démarré en 2013. Un tel pourcentage ramènerait leur nombre aux environs de 4 millions.
En novembre 2013, une vague d'expulsions d'immigrés clandestins a touché 900 000 personnes depuis le début de l'année, et l'on prévoit un million d'autres expulsions.
En 2022, dans le cadre d'un accord signé entre l'Arabie saoudite et l'Éthiopie, Le ministère éthiopien des Affaires étrangères annonce qu'il allait rapatrier environ 100 000 de ses citoyens d'Arabie saoudite au cours des sept à onze mois à venir. Selon l'Organisation internationale pour les Migrations (OIM), 750 000 Ethiopiens résident dans le royaume saoudien, dont quelque 450 000 sont entrés de manière illégale. Au cours des quatre années écoulées, l'Arabie saoudite a renvoyé environ 352 000 Ethiopiens chez eux.

## Urbanisme
Divers projets immobiliers ou urbanistiques :
- Jeddah Tower
- The Line
- Knowledge Economic City Al Madinah (en)